# Awaryjne lądowanie lotu Aloha Airlines 243

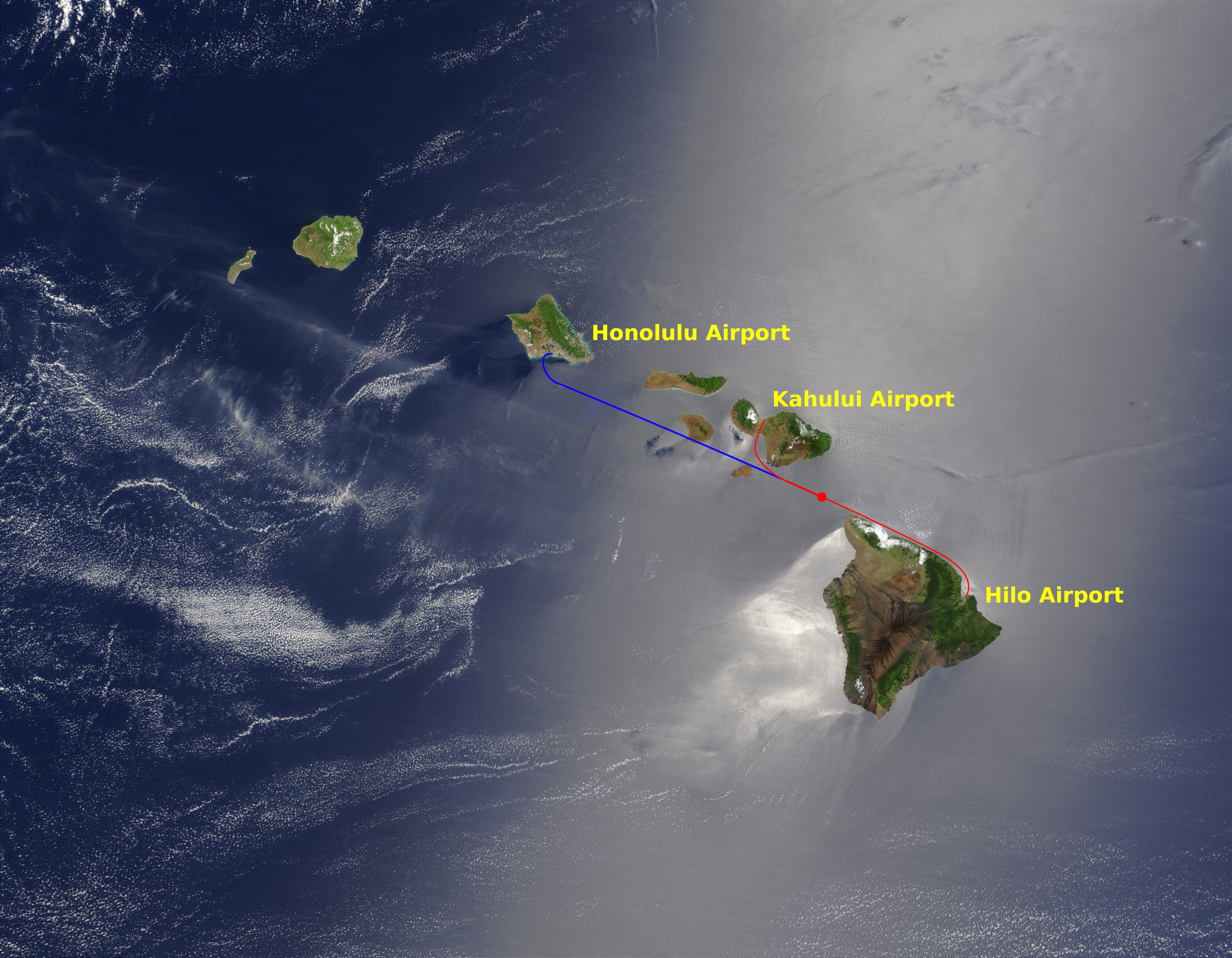

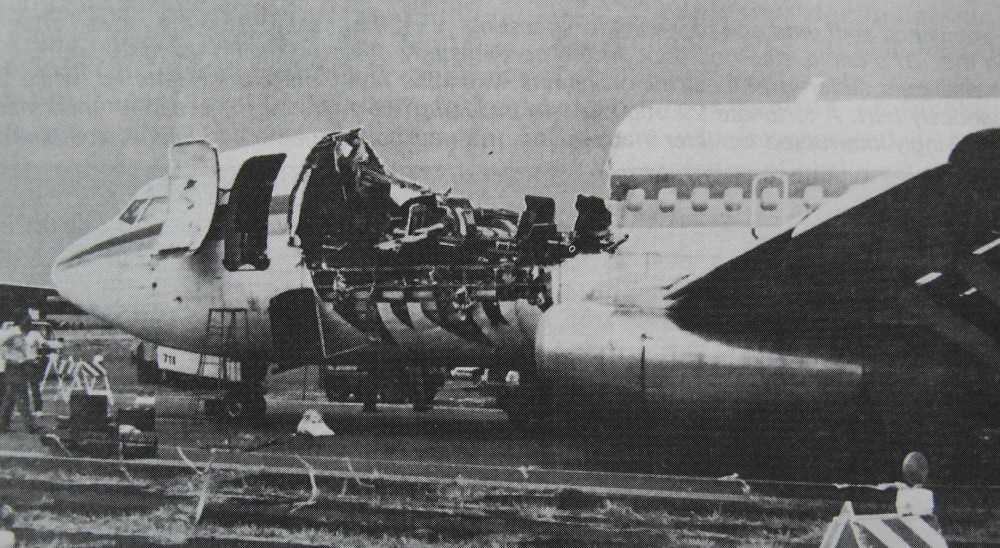
Kadłub Boeinga 737 po lądowaniu (rejs Aloha Airlines 243)

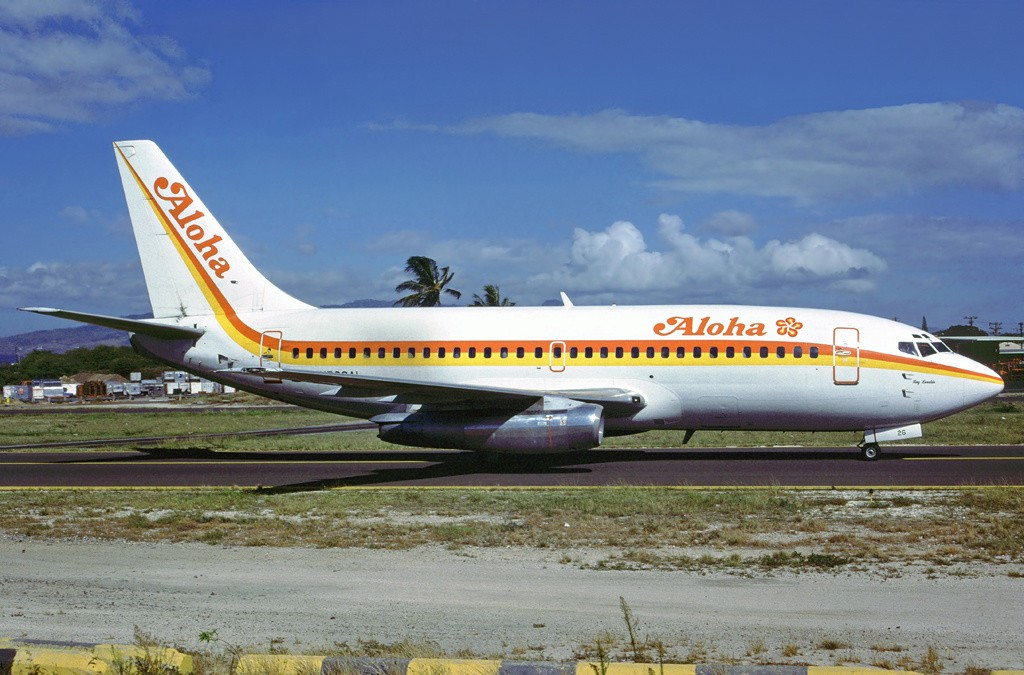
Boeing 737-200 w barwach Aloha Airlines

Lot Aloha Airlines 243 (ang. Aloha Airlines Flight 243) – planowy lot samolotu Boeing 737-200 linii Aloha Airlines z Hilo do Honolulu na Hawajach, który 28 kwietnia 1988 ucierpiał wskutek gwałtownej dekompresji w trakcie lotu. Mimo bardzo poważnych uszkodzeń zdołał bezpiecznie wylądować na lotnisku Kahului na wyspie Maui.
Jeden z członków załogi zginął wyssany z wnętrza samolotu, a 65 osób z grona pasażerów i obsługi lotu zostało rannych. Bezpieczne lądowanie tak bardzo uszkodzonej maszyny pozostaje w dalszym ciągu niezwykłym wydarzeniem w całej historii lotnictwa.

## Przebieg wydarzeń
28 kwietnia 1988 o godzinie 13:25 (UTC-10) samolot Queen Liliuokalani (nazwany tak na cześć ostatniej królowej Królestwa Hawajów – Lydii Liliʻuokalani), oznaczony numerem bocznym N73711, wystartował z międzynarodowego portu lotniczego Hilo w kierunku Honolulu. Na pokładzie znajdowało się 90 pasażerów i 5 członków załogi. Podczas startu i wznoszenia nie odnotowano żadnych niepokojących zjawisk.
Około 13:48 (UTC-10), kiedy samolot osiągnął normalną wysokość lotu 7300 metrów (24 000 stóp) i znajdował się około 43 kilometrów (23 mile morskie) na południowy wschód od Kahului, po lewej stronie kadłuba, w jego górnej części, pojawiło się niewielkie pęknięcie poszycia. W wyniku eksplozywnej dekompresji, która nastąpiła na skutek tego zdarzenia, od samolotu oderwała się duża część poszycia, stanowiąca górną część kadłuba na odcinku od kokpitu do czoła skrzydeł.
Wstrząs spowodowany eksplozją zaalarmował załogę. Pierwsza oficer Madeline „Mimi” Tompkins zauważyła elementy izolacji kabiny latające w kokpicie, a kapitan Robert Schornsteimer odwrócił się i zauważył brak dachu nad fotelami przedziału klasy biznesowej. Tompkins natychmiast skontaktowała się z lotniskiem Kahului na Maui, by zgłosić awarię. 
W chwili wystąpienia dekompresji szefowa pokładu Clarabelle „C.B.” Lansing stała w piątym rzędzie, odbierając od pasażerów kubki po napojach. Pasażerowie zeznali, że została wyssana z samolotu przez otwór wyrwany z boku samolotu. Jej ciała nigdy nie odnaleziono, pomimo zakrojonych na szeroką skalę poszukiwań.
Stewardesa Michelle Honda stojąca w tej samej chwili pomiędzy 15. i 16. rzędem została powalona na podłogę, jednak pomimo doznanych w wyniku tego obrażeń, czołgała się przejściem pomiędzy fotelami, uspokajając przerażonych pasażerów. Stewardesa Jane Sato-Tomita, która w chwili zdarzenia znajdowała się w przedniej części samolotu, została raniona odłamkami kadłuba i powalona na podłogę przedziału pasażerskiego, gdzie do chwili lądowania zaopiekowali się nią pasażerowie.

Załoga zakończyła sukcesem awaryjne lądowanie na pasie 02 lotniska Kahului o 13:58. Mając na względzie skalę uszkodzeń i stan samolotu, obsługa naziemna spisała go na straty i nie wierzyła w powodzenie tej operacji. W pewnej chwili z wieży kontroli lotów padło nawet pytanie: 

Aloha 243, jesteście jeszcze w powietrzu? (Aloha 243, are you still up?).

## Przyczyny wypadku
Po wypadku Narodowa Rada Bezpieczeństwa Transportu rozpoczęła zakrojone na szeroką skalę dochodzenie mające wyjaśnić jego przyczyny. Ostatecznie uznano, że bezpośrednią przyczyną było zmęczenie materiału połączone z przyspieszoną korozją powstałych rys i pęknięć w wyniku stałego kontaktu metalu ze środowiskiem wody morskiej.
Konstrukcja Boeinga 737 miała elementy niwelujące naprężenia poprzez system tolerujący awarie, które w zamyśle projektantów w tego typu przypadkach miały zapobiegać naruszeniu integralności struktury kadłuba. Jednakże wiek samolotu oraz stan kadłuba (skorodowanie i obciążenie nitów ponad przewidzianą wytrzymałość) spowodowały, iż w tym wypadku nastąpił efekt domina.
Ważnym elementem, ujawnionym dopiero na etapie śledztwa był fakt, że system tolerujący awarie praktycznie zawiódł w tym konkretnym przypadku, gdyż sytuacja, jaka miała miejsce na pokładzie nie została przewidziana przez jego twórców. Zgodnie z założeniami systemu, poszycie kadłuba samolotu jest podzielone na płaszczyzny o powierzchni około 1 m². Zgodnie z projektem, nawet w przypadku zaistnienia dekompresji o charakterze eksplozywnym, oderwaniu ma ulec jedna, maksymalnie dwie takie płaszczyzny, a powstały w ten sposób otwór, błyskawicznie wyrównujący różnicę ciśnień pomiędzy wnętrzem samolotu a jego otoczeniem, ma zapobiegać uszkodzeniu większej powierzchni, czy naruszeniu integralności całego kadłuba. Śledczy długo szukali powodów, dla których system zawiódł w tym jedynym przypadku. Ich uwagę zwróciły zeznania pasażerów o „zniknięciu” jednej ze stewardes. Ostatecznie uznano, że system zadziałał prawidłowo, ale pechowo, oderwała się płaszczyzna dokładnie nad głową zaginionej stewardesy, która została zassana w powstały otwór, zaczopowała go, zablokowała wyrównywanie różnicy ciśnień i w ten sposób nastąpiło wyrwanie znacznej powierzchni całego kadłuba.

## Inspiracje
- Na motywach tego wypadku powstał w 1990 film telewizyjny Lot numer 243 (znany również pod tytułem Cudowne ocalenie, ang. Miracle Landing).
- Historia feralnego lotu była tematem 1. odcinka („Hanging by a Thread”) 3. serii serialu Katastrofa w przestworzach.